# ГАЗ-А
ГАЗ-A е превозно средство, произвеждано от ГАЗ от 1932 до 1936 г., на базата на документацията, закупена от фирма Форд за да произвежда Ford Model A (1927) в Съветския съюз. Автомобилът е базиран предимно на модел А, но разполага с по-тежки пружини и по-здраво шаси. Превозното средство е било достъпно само за военни служители и държавни групи. Произведени са 41 917 единици от автомобила и той е доста популярен, въпреки че не е достъпен за обществеността.

## Технически данни[3]
- Двигател: Четирицилиндрив четиритактов двигател
- Вид на двигателя: „GAZ-A“
- Мощност: 40 КW
- Обем на двигателя: 3285 cm³
- Цилиндър: 98,43 mm
- Обем: 107,95 mm
- Разход гориво: 12l/100 km
- Обем на резервоара: 40 л.
- Скоростна кутия: механична, 3 предни скорости
- Макс. скорост: 90 km/ч.
- Спирачки: механична на всичките четири колела

### Размери и тегла
- Дължина: 3875 mm
- Широчина: 1710 mm
- Височина: 1780 mm
- Разположение на колелата: 2630 mm
- Клиранс: 205 mm
- Тегло без товар: 1080 kg